# Tradición clásica

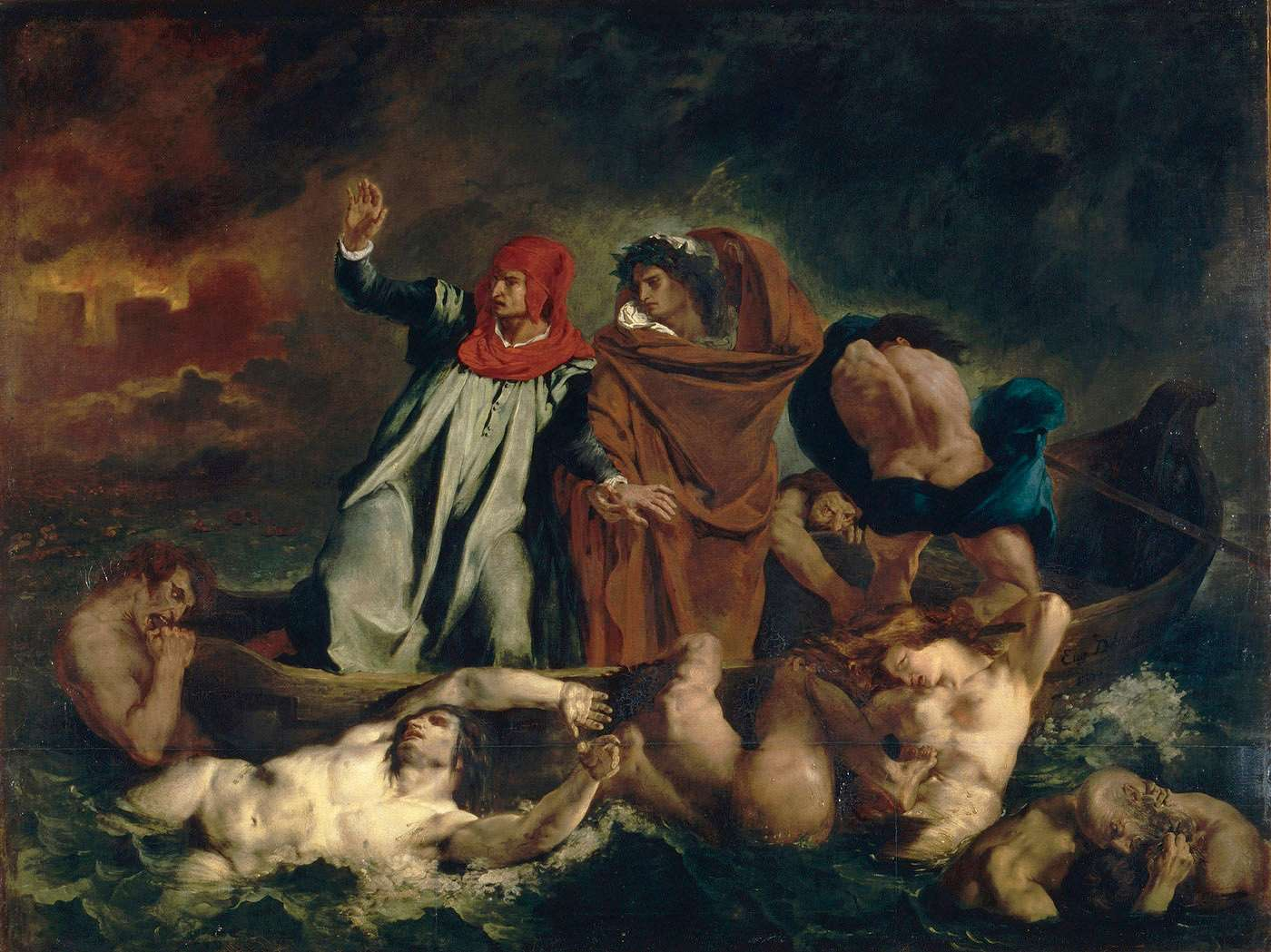
Virgilio guiando a Dante en su viaje al Infierno, una imagen que dramatiza la continuidad de la tradición clásica (Dante y Virgilio en el Infierno por Delacroix, 1823)

La tradición clásica occidental es la recepción de la Antigüedad grecorromana clásica por parte de las culturas posteriores, especialmente el Occidente posclásico, que involucra textos, imágenes, objetos, ideas, instituciones, monumentos, arquitectura, artefactos culturales, rituales, prácticas y refranes. La filosofía, el pensamiento político y la mitología son tres ejemplos principales de cómo la cultura clásica sobrevive y continúa teniendo influencia. Occidente es una de las muchas culturas del mundo que se considera que tienen una tradición clásica, incluidas las tradiciones india, china, judaica e islámica.
El estudio de la tradición clásica difiere de la filología clásica, que busca recuperar "los significados que los textos antiguos tenían en sus contextos originales". Examina ambos esfuerzos posteriores para descubrir las realidades del mundo grecorromano y los "malentendidos creativos" que reinterpretan valores antiguos, ideas y modelos estéticos para uso contemporáneo. El clasicista y traductor Charles Martindale ha definido la recepción de la Antigüedad Clásica como "un proceso bidireccional ... en el que el presente y el pasado están en diálogo entre sí".

## Dos conceptos: «tradición» y «clásica»
En Europa Occidental al hablar de «Tradición» y «Estudios Tradicionales» se entendía el estudio de la alta cultura de la herencia grecolatina. En cierto momento se hizo pertinente la precisión del adjetivo «clásica», ante el avance del estudio de las nuevas tradiciones: cristianas, populares y modernas. El adjetivo «clásica» es una metáfora tomada del ámbito social para designar a «lo mejor» de algo.

## El concepto dehumanitasy su irradiación desde el Renacimiento a la Modernidad

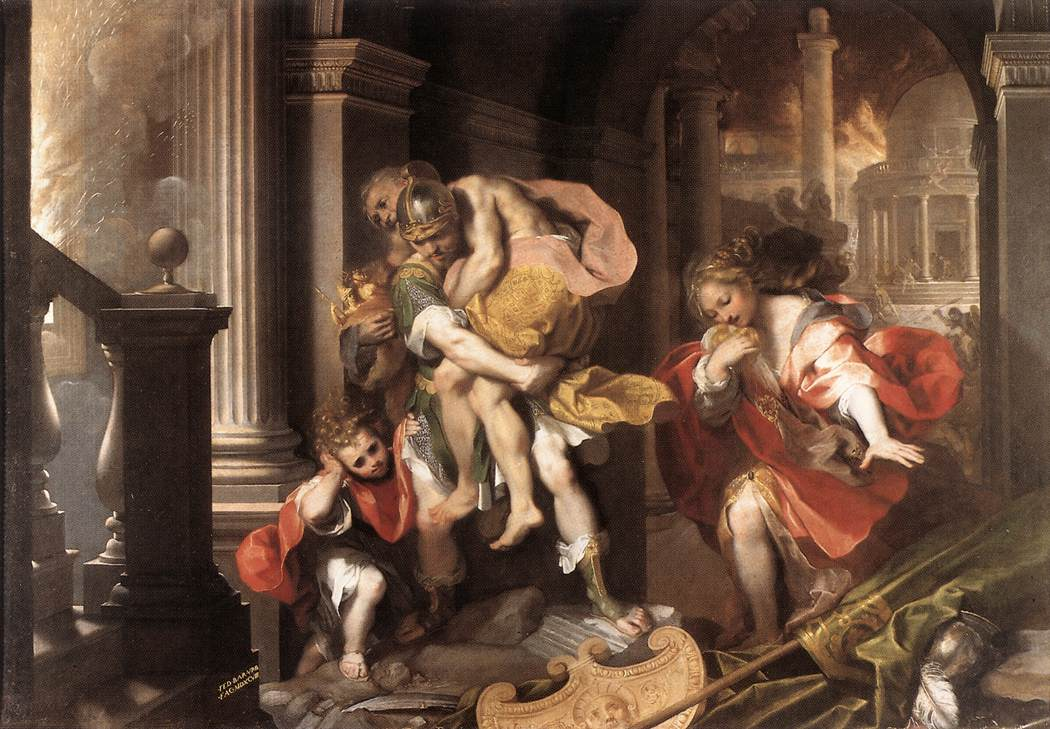
Eneas cargando a su padre y guiando a su hijo de la Troya caída, una popular imagen en el Renacimiento acerca de la recuperación del pasado para hacer posible el futuro; la figura de su esposa, Creusa, quien no sobrevivió, representa aquello que se perdió (Federico Barocci, 1598)

El comienzo de una tradición clásica autoconsciente suele ubicarse en el Renacimiento, con la obra de Petrarca en la Italia del siglo XIV. Aunque Petrarca creía que estaba recuperando una visión sin obstáculos de un pasado clásico que había estado oculto durante siglos, la tradición clásica, de hecho, había continuado sin interrupción durante la Edad Media. No hubo un solo momento de ruptura cuando los habitantes de lo que antiguamente fue el Imperio Romano se fueron a la cama en la Antigüedad y se despertaron en el mundo medieval; más bien, la transformación cultural se produjo durante siglos. El uso y el significado de la tradición clásica sin embargo parece cambiar dramáticamente con el surgimiento del humanismo.
La frase «tradición clásica» es en sí misma una etiqueta moderna. Se comienza a hablar de «tradición clásica» en 1872 de la mano de Domenico Comparetti con el libro Virgilio en el Medioevo. Antes solo se hablaba de tradición grecolatina. La tradición clásica sería pagana, antigua y culta. En el siglo XIX el adjetivo clásico equivale a pagano frente a lo cristiano y medieval; a lo antiguo frente a lo moderno; a lo culto frente a lo popular. La frase fue articulada más notablemente en la era posterior a la Segunda Guerra Mundial con The Classical Tradition: Greek and Roman Influences on Western Literature de Gilbert Highet (1949) y The Classical Heritage and Its Beneficiaries de RR Bolgar (1954). La palabra  «tradición», y con ella el concepto de "transmitir" la cultura clásica, deriva del verbo latino tradere, en el sentido de "entregar, transmitir".
Los escritores y artistas influenciados por la tradición clásica pueden nombrar sus modelos antiguos o aludir a sus obras. A menudo los eruditos infieren influencia clásica a través de métodos comparativos que revelan patrones de pensamiento. Algunas veces, las copias de los autores de textos griegos y latinos contendrán anotaciones manuscritas que ofrecen evidencia directa de cómo leyeron y entendieron sus modelos clásicos; por ejemplo, a fines del siglo XX, el descubrimiento de la copia de Lucrecio de Montaigne permitió a los académicos documentar una influencia que había sido reconocida durante mucho tiempo.

## Véase también

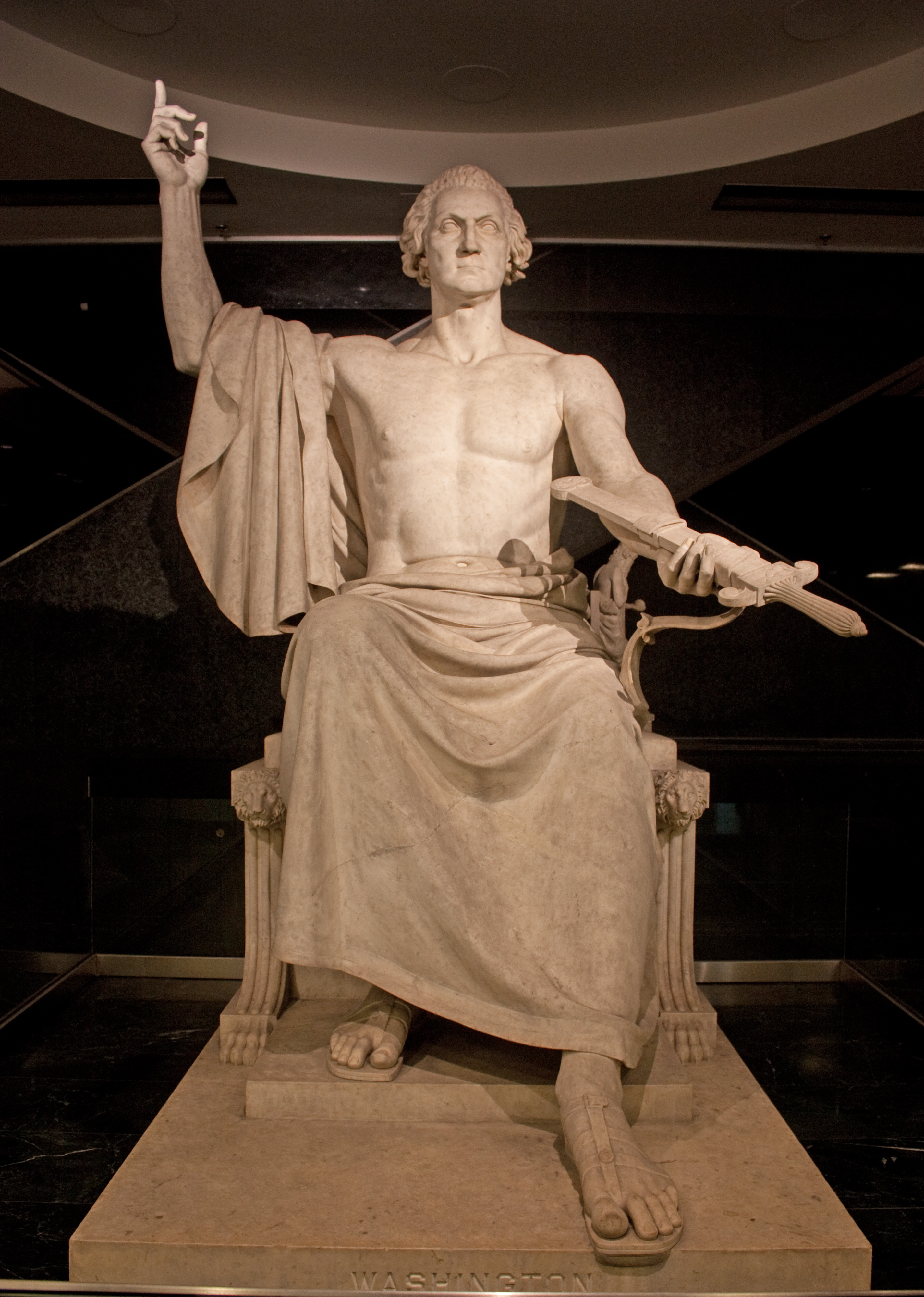
George Washington de Horatio Greenough (1840), modelado a partir de la estatua de Zeus en Olimpia